# 야수 선택
야수 선택(野手選擇, 영어: fielder's choice, FC 필더스 초이스[*])의 공식 정의는 야구에서 페어땅볼을 잡은 내야수가 타자주자를 아웃시키기 위해 1루로 던지는 대신 앞의 주자를 아웃시키려고 다른 베이스로 송구하는 행위를 말한다.
예를 들면, 평범한 땅볼이 된 공을 잡은 내야수가 1루에서 타자 주자를 아웃시키는 대신, 앞의 주자를 아웃시키려고 다른 루에 송구하여 타자주자(batter-runner)가 1개 또는 그 이상 진루한 경우에 기록원은 타자에게 야수선택을 기록 한다.  야수선택은 앞선 주자를 아웃시키기 위한 시도가 성공 하건 아니건 즉, 선행주자가 아웃이 되건 세이프가 되건 상관이 없다. 그 밖에 주자가 도루나 실책에 의한 진루가 아니라, 야수가 다른 주자를 아웃시키려고 송구하는 틈에 진루하였거나, 무관심도루 상황에서도 기록상 야수 선택에 의한 진루라고 기록한다.
야수선택은 타수로 기록되며 안타가 아니기 때문에 타율과 출루율은 줄어든다.